# Titularbistum Comama
Comama ist ein Titularbistum der römisch-katholischen Kirche. 
Es geht zurück auf ein früheres Bistum der antiken Stadt Komama in der kleinasiatischen Landschaft Pisidien in der heutigen Türkei. Das Bistum gehörte der Kirchenprovinz Perge an.
| Titularbischöfe von Comama |                           |                                                 |                  |                 |
| Nr.                        | Name                      | Amt                                             | von              | bis             |
| 1                          | Georg Michael Wittmann    | Weihbischof in Regensburg (Königreich Bayern)   | 21. Mai 1829     | 14. März 1831   |
| 2                          | Benito Lascano y Castillo | Weihbischof in Córdoba (Tucumán) (Argentinien)  | 19. Oktober 1830 | 11. Juli 1836   |
| 3                          | Jean-Baptiste Chausse SMA | Apostolischer Vikar von Küste von Benin (Lagos) | 12. Mai 1891     | 30. Januar 1894 |
| 4                          | Bernardo Pizzorno         | Weihbischof in Sassari                          | 29. April 1909   | 14. Januar 1911 |